# Hans Dülfer
Hans Johannes Emil Dülfer (23. května 1892, Barmen/Wuppertal – 15. června 1915, Arras) byl německý horolezec.
Dülfer začal v roce 1911 studovat medicínu v Mnichově, později přešel na práva a poté na filosofii. Blízkost Alp mu umožnila se tam intenzivně věnovat horolezectví. Uskutečnil padesát prvovýstupů, hlavně v pohoří Kaisergebirge a v Dolomitech v oblasti Rosengarten. Jeho nejznámější cesty jsou:
- 1911 – Dülferův komín (Dülfer-Kamin) na Totenkirchl
- 1912 – Východní stěna Fleischbanku
- 1913 – Dülferova spára (Dülfer-Riss) na Fleischbank

Dülfer byl jeden z těch, kdo vynalezli lezeckou techniku „na sokolíka“ a jeho způsob slaňování se pod názvem Dülferův sed (německy Dülfersitz) dlouho používal, než byl nahrazen slaněním pomocí osmy, nebo jiných slaňovátek.
Hans Dülfer padl v první světové válce.